# Henge

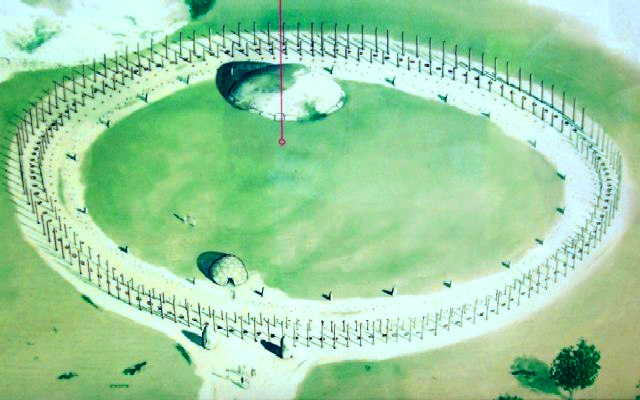
Newgrange Henge

Ein Henge [hɛndʒ] (auch henge monument) ist eine spezielle Art von neolithischem Erdwerk. Es sind runde oder ovale Flächen mit einem Durchmesser von 20–480 m, die von einem Erdwall mit zumeist innenliegenden Graben begrenzt waren. Die meisten Henges haben einen einzelnen Graben; ein paar haben zwei und drei konzentrische oder gar keine Gräben. Der Begriff wurde 1932 von Sir Thomas D. Kendrick (1895–1979) geprägt, der später Kustos für die British Antiquities im British Museum wurde. Er benutzte dabei das Suffix von Stonehenge. Der Begriff henge stammt aus dem Angelsächsischen und bezeichnet eine torartige Struktur. Das 1925 entdeckte Woodhenge, ein Class I Henge (mit einem Zugang) und mit sieben konzentrischen Pfostenringen im Zentrum, wurde aufgrund seiner Ähnlichkeit mit Stonehenge so benannt.
Einer, zwei oder vier (selten) Durchlässe durch die Umwallung führen zum Innenbereich. Dort können sich Portale, Steinkreise, Vier-Pfosten-Steinkreis (engl. Four-poster stone circle), Monolithen, Gruben, einzelne Pfosten, Anordnungen von Pfosten oder Menhire und Grabstätten befinden, wobei Letztere oft später hinzukamen. Angesichts der zur Verteidigung eher ungeeigneten Aufreihung von innerem Graben (selten in Irland) und äußerem Erdwall geht man von einer rituellen Funktion der Henges aus; die Wälle hatten möglicherweise den Zweck, die Vorgänge im Inneren von der Außenwelt abzuschirmen. Die Ringgräben von Henges waren in Gebieten mit steinigem Untergrund nur schwer herauszuarbeiten. Einzig der Ring von Brodgar, Orkney, weist einen in den Sandsteinuntergrund gearbeiteten Kreisgraben auf. Henges wie Durrington Walls, ein Class II Henge, sind Siedlungen. Die meisten Henges sind heute weitgehend eingeebnet.

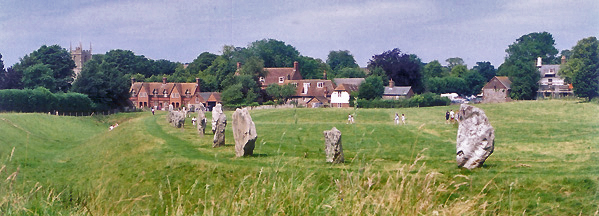
Avebury Henge

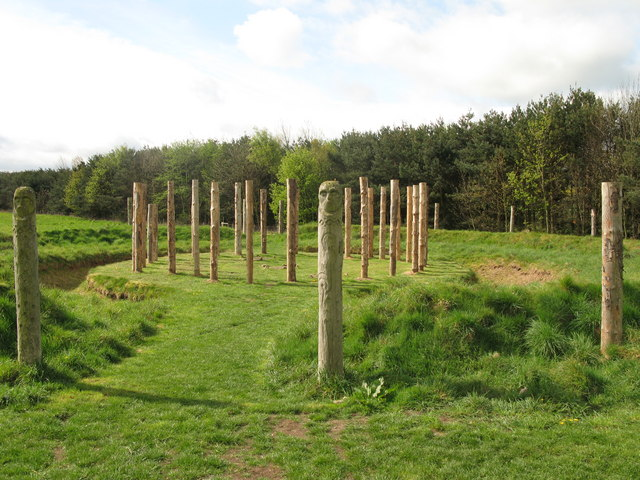
Rekonstruiertes Henge

## Vorkommen

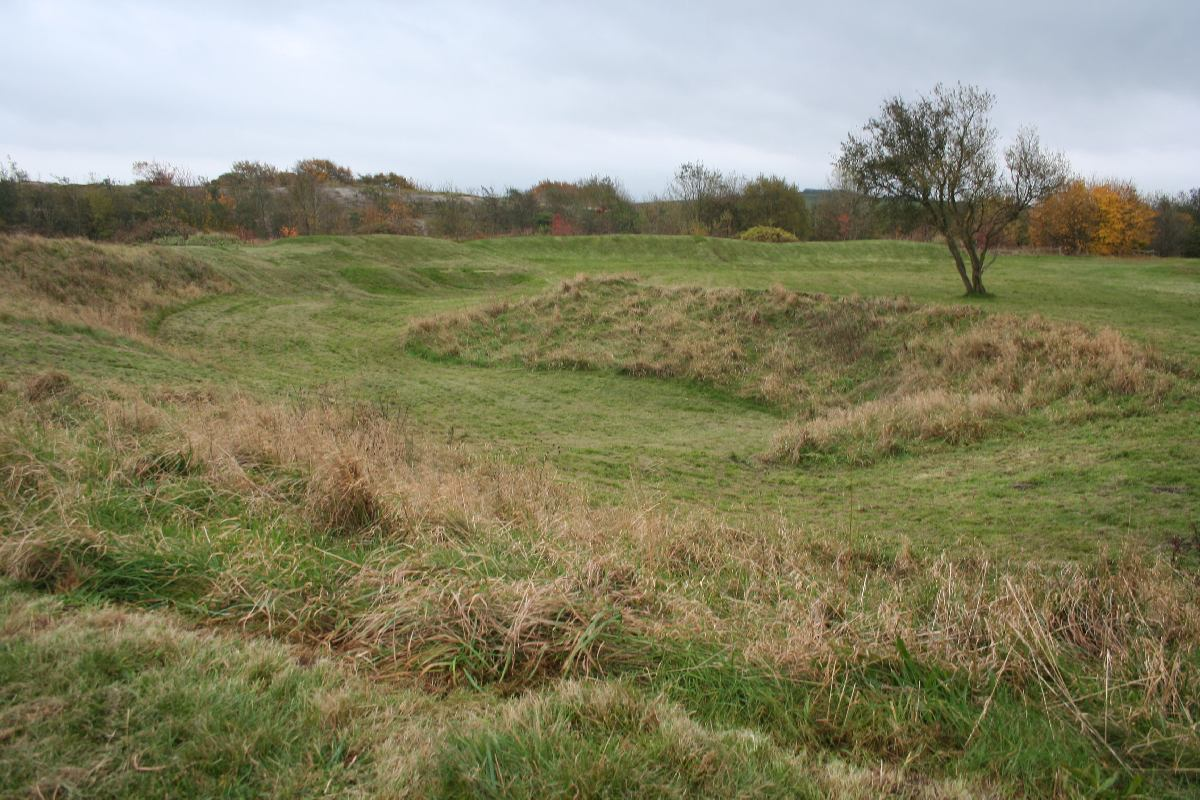
The Bull Ring

120 Henge-Monumente finden sich in großer Zahl vor allem im Süden Englands, aber auch in Irland und anderen Regionen der Britischen Inseln einschließlich Schottlands (Kilmartin, Machrie Moor, Normangill) und der Orkneyinseln, sowie im spanischen Galicien (Henge von Roda). Anders als Causewayed camps oder Hillforts wurden sie meist in der Ebene errichtet, oft in der Nähe von Flussläufen und fruchtbarem Ackerland. Der Steinkreis von Castleruddery ist ein vergleichsweise kleines Henge im Westen des County Wicklow in Irland.

## Formen
Atkinson definierte drei Klassen (classes) von Henges. Alle haben nur einen Wall. Darüber hinaus:
- Klasse I 	Ein Eingang und ein Graben.
- Klasse IA 	Ein Eingang und Doppelkreis von Gräben - die Denkmäler liegen zwischen den Flüssen Ure und Swale in North Yorkshire
- Klasse II 	Zwei gegenüberliegende Eingänge, ein Graben.
- Klasse IIA 	Zwei gegenüberliegende Eingänge, zwei oder mehr Gräben.
- Klasse III 	Vier gegenüberliegende Eingänge, ein Graben.

Atypische Henges haben den Graben außerhalb des Walls (Mayburgh). Die großen Henges werden Giant Henges genannt.

## Datierung
Henges werden der späten Jungsteinzeit mit Grooved-Ware-Keramik zugeordnet. In Stonehenge, dem berühmten Monument in Wiltshire, konnten Aktivitäten der Glockenbecherkultur und der frühen Bronzezeit nachgewiesen werden. Stonehenge ist in seiner frühen Form ein sogenanntes atypisches Henge, denn der Graben verläuft außerhalb des Walls. Die Nutzung von Henges endet allgemein um 2500 v. Chr.

### Superhenges
- Avebury, 420 m Durchmesser, nördlich von Stonehenge in der Salisbury Plain
- Durrington Walls auf der Salisbury Plains
- Marden Henge, oval, 450/330 m, in Wiltshire
- Mount Pleasant in Dorset
- Waulud’s Bank in Bedfordshire